# 東京薬科大学薬用植物園
東京薬科大学薬用植物園 (とうきょうやっかだいがくやくようしょくぶつえん）は、東京都八王子市にある東京薬科大学が所有する植物園である。規模は4.1ヘクタール。 

## 場所
東京エリアで最大級の薬用植物園で、丘の谷間に分布している。 
〒192-0355 東京都八王子市堀之内1432−1
- 年間平均気温  15.3   ℃
- 年間降水量  ：1305 mm（1971-2000）

開園時間は午前9時半から午後4時まで。入園無料。温室は、11月から3月の午前9時30分から午後3時までオープンしている。 
園は日曜日と大学の休校日（8月中旬と年末ほか）の間は休園。2022年12月現在、火曜・木曜のみ開園。 

## コレクション
植物園には2000以上の薬用で有用な植物があり、谷地は半自然状態にある。 
- 体系的な庭園
- 温室効果
- 自然観察散歩、丘の上の森の中を蛇行する道、そしてAsarum tamaense（カンアオイ属）のような約500の天然種を観察することができる。
- その地域特有の植物が自生する森。

## 教育活動
大学の研究で使用される植物の予備としての役割を果たすことに加えて、庭は薬用植物、観察、そして活用法に関する年2回の公開セミナーを開催している。 